# Tinea nigripalpis
Tinea nigripalpis is een vlinder uit de familie van de echte motten (Tineidae). De wetenschappelijke naam van de soort werd in 1914 gepubliceerd door Thomas de Grey Walsingham. De soort komt voor in Mexico.